# Tradicionalna gotova jela u Srbiji
Tradicionalna gotova jela u Srbiji su na poseban zanatski ili industrijski način skuvana i upakovana tardicionalna jela neke od nacionih kuhinja sa prostora Srbije koja se lako podgrevaju i brzo serviraju za upotrebu. Ova jela postala su, poput brze hrane, jako popularna među studentima, planinarima, ribarima i drugim korisnicima brzo pripremljene hrane, jer se ukusna i spremaljena po receptima tradicionalne srpske kuhinje. Tako su koncipirana, da kako po količini tako i po sastavu obezbeđuju ukusan obrok, sa svim hranljivim vrednostima, a spremna su za konzumiranje za samo nekoliko minuta.

## Opšte informacije
Gotova jela se proizvode bez konzervansa, aditiva i emulgatora, isključivo procesom pasterizacije i imaju različiti rok upotrebe od 30 dana do nekoliko godina. 
Ova jela su često specijaliteti domaće kuhinje iz kontinentalnog i mediteranskog jelovnika, i u prepoznatljivom pakovanju i prodaju se npr. u Srbiji po razumnoj ceni od 130 do 400 dinara .
To nisu konzervirana jela prepuna štetnih sastojaka, iako su pakovana u specijalno fabričko pakovanje (aluminijumsku foliju, polipropilensku ambalažu koja je predviđena za zagrevanje u mikrotalasnoj rerni i po tome je jedinstvena na srpskom tržištu ili limenu konzervu), a sve ostalo je domaće, rukom pravljeno i optimalno začinjeno, apostoje i gotova jela za dijabetičare, hrono i posnu ishranu.
Gotova jela su zamena za domaćice i druge gurmane, koji ne žele da provode sate u spremanju ukusnih jela jer su ona već spremljena, i za čiju pripremu i serviranje je potrebno samo par minuta, bilo da se podgrevaju u mikrotalasnoj rerni ili u toploj vodi, pre otvaranja ambalaže.

## Priprema
Gotova jela se pripremaju za upotrebu na jedan od sledećih načina:
1. Zatvorenu posudicu zagrevati u ključaloj vodi 10 min. i pre otvaranja rashladiti pod mlazom vode.
2. U potpunosti odstraniti poklopac sa posudice (pakovanja) i jelo podgrejati u mikrotalasnoj pećnici do željene temperature. Aluminijumska posudica ne sme doći u kontakt sa zidovima mikrotalasne pećnice (minimalna udaljenost od zidova 2 cm)
3. Sadržaj posudice istresti u zagrejani tiganj, i na laganoj vatri podgrevati 5-10 min. uz povremeno mešanje.

## Primeri

### Gotova jela od pasulja
U Republici Srbiji nekoliko proizvođaća hrane na srpsko i druga evropska tržišta plasira pasulj kao gotovo jela u ovom obliku:
- posan pasulj,
- pasulj sa slaninom,
- pasulj sa faširanom šniclom,
- pasulj sa kobasicom.

Ova jela se pakuju u konzerve od lima, aluminijumske ili plastične posude, u pojedinalnim porcijama od 300 do 400 grama. Dugog su roka trajanja (tri i više godina).
Glavni sastojci gotovih jela
- Pasulj (40%)
- Sos 40%: voda,   pšenično brašno, suncokretovo ulje, kuhinjska so, koncentrat paradajza, šećer, začini i ekstrakti začina (celer) pojačivač arome (E621)
- Povrće (20%),  crni luk, paprika, mrkva

| Kalorija         | Belančevina | Masti | Ugljeni hidrati | Kalcijum | Gvožđe | Vit. A | Vit B1 | Nijacin | C vitamin | Kuhinjska so |
| ---------------- | ----------- | ----- | --------------- | -------- | ------ | ------ | ------ | ------- | --------- | ------------ |
| 100,3 (423,3 kJ) | 4,60        | 2,20  | 15,16           | 167      | 7,3    | 400    | 0,901  | 0,532   | 12,7      | 2,00         |

### Goveđi gulaš
Sastojci
- Supa: voda, pšenično brašno, crni luk, suncokretovo ulje, koncentrat paradajza, začini, ekstrakti začina, kuhinjska so, pojačivač arome: mononatrijum-glutaminat .[2]
- Meso: goveđe meso najmanje 35%

| Kalorija       | Belančevina | Masti | Ugljeni hidrati | Kuhinjska so |
| -------------- | ----------- | ----- | --------------- | ------------ |
| 119 kcl 498 kJ | 10,00       | 6,10  | 6,00            | 1,50         |

### Riblji paprikaš
Sastojci
- Meso: fileti soma 45%,
- Čorba: voda, povrće (crni luk, mrkva), pšenično brašno, koncentrat paradajza, začini i ekstrakti začina (celer), kuhinjska so, suncokretovo ulje, pojačivač arome E 621.

| Kalorija      | Belančevina | Masti | Ugljeni hidrati | Kuhinjska so |
| ------------- | ----------- | ----- | --------------- | ------------ |
| 88 kcl 365 kJ | 5,50        | 6,30  | 3,00            | 1,90         |

## Spoljašnje veze
- Gotova jela - na www.swisslion-takovo.com